# Ruptja
Ruptja (bulgariska: Рупча) är ett distrikt i Bulgarien.   Det ligger i kommunen Obsjtina Ruen och regionen Burgas, i den östra delen av landet, 300 km öster om huvudstaden Sofia.
Omgivningarna runt Ruptja är en mosaik av jordbruksmark och naturlig växtlighet. Runt Ruptja är det ganska glesbefolkat, med 47 invånare per kvadratkilometer.